# Nick (Hongarije)
Nick is een plaats (község) en gemeente in het Hongaarse comitaat Vas. Nick telt 549 inwoners (2001). Het ligt in het noordwesten van Hongarije.